# 쿠얼릉거의 소도둑

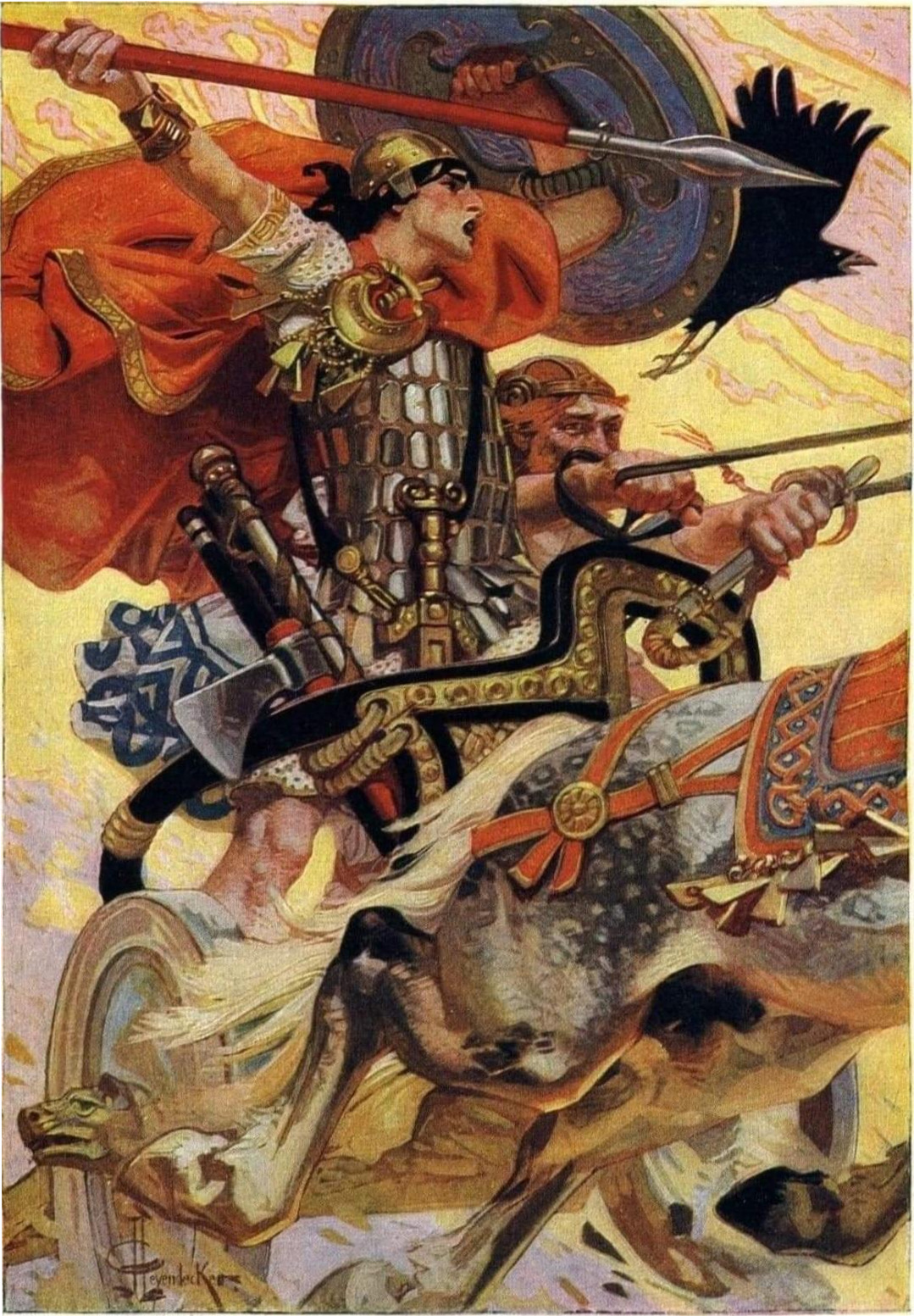
싸우는 쿠 훌린. 토머스 윌리엄 롤스턴의 『켈트족의 신화와 전설』 삽화. 삽화가는 조지프 크리스천 레이엔데커.

「쿠얼릉거의 소도둑」(고대 아일랜드어: Táin Bó Cúailnge 탄 보 쿠얼릉거[t̪ˠaːnʲ boː ˈkuəlʲɲə])는 아일랜드 신화의 얼스터 대계에 속하는 이야기로, 얼스터 대계에서 가장 장대한 이야기다. 탄 보 작품으로서 가장 대표적이고 유명한 탄 보다. 코나크타의 여왕 메브와 그 남편 알릴이 돈 쿠얼릉거라는 마법소를 울라 왕국에서 빼앗으려고 전쟁을 일으키고 이것을 영웅 쿠 훌린이 막아내는 이야기다.:2, 106.

## 줄거리
내용상 「쿠얼릉거의 소도둑」의 전편이라고 할 수 있는 여러 이야기들이 있는데, 이 이야기들을 렘스켈러(remscéla)라고 한다. 본편의 내용을 제대로 이해하기 위한 여러 가지 배경들이 이 렘스켈러들에서 설명된다. 예컨대 울라 영웅 몇 명이 왜 코나크타 편에서 싸우는지(데르드러 사건), 왜 전쟁 초기에 울라인들이 싸움을 하지 못하고 무력화되었는지(마하 사건), 돈 쿠얼릉거와 핀베나크가 어떻게 태어났는지 등의 사정들은 본편에 나오지 않고 모두 렘스켈러들의 내용이다.
본편 제1판본은 코나크타의 수도 크루어한에서 메브와 알릴이 군대를 모으는 장면에서 시작한다. 제2판본은 알릴과 메브가 서로의 재산을 비교해 보는 장면에서 시작한다. 부부의 다른 재산은 모두 같았으나 마법적으로 정력이 강한 종우 핀베나크가 알릴의 소유라 알릴이 근소하게 더 부자였다. 핀베나크는 원래 메브의 소떼에서 태어났으나 자기 주인이 여자라는 것이 아니꼬워 메브의 소떼를 떠나 알릴의 소떼로 가 버린 것이다. 메브는 남편과 대등해지기 위해 핀베나크에 대적할 수 있는 종우인 쿠얼릉거의 돈 쿠얼릉거를 갖고자 한다. 메브는 돈 쿠얼릉거의 주인 다러 막 피어크너에게 1년간 소를 빌리고 싶다는 전갈을 보낸다. 다러는 처음에 동의했지만, 전령이 술이 취해서 다러가 동의하지 않았더라도 자기 여왕은 힘으로 소를 빼앗아 갔으리라 떠벌리면서 계약이 파토난다. 과연 그 말대로 메브는 힘으로 소를 빼앗아 오기 위해 군대를 일으킨다. 이 때 울라를 떠나 코나크타에 망명해 있던 페르구스 막 로크 등도 따라간다.
울라 남자들은 마하의 저주로 인해 "케스 닌던(아일랜드어: ces noínden)"이라는 상태가 되어 전쟁을 할 수 없었다. 케스 닌던이란 "9일간의 장애"라는 뜻이지만 실제로는 몇 달간 계속되었다.:52–66 그래서 울라에서 싸울 수 있는 사람은 열일곱 살의 쿠 훌린 뿐이었다. 쿠 훌린은 마차부 라그 막 리엉가바르의 도움을 받아 혼자 코나크타군에게 유격전을 벌인다. 그리고 메브에게 일기토를 신청해 코나크타의 전사들을 한 번에 한 명씩 쓰러뜨리면서 몇 달 동안 시간을 번다.
쿠 훌린이 로크 막 모페미스(Lóch mac Mofemis)와 일기토를 하는 날, 아름다운 젊은 여자가 나타나 쿠 훌린에게 자신의 사랑을 주겠다고 한다. 하지만 쿠 훌린은 퇴짜를 놓는다. 분노한 여자는 자신의 정체(모리안)를 드러내고 그의 싸움을 방해하겠다고 예고한다. 이번 싸움터는 시냇물이었는데, 우선 쿠 훌린이 물에 들어오자 장어로 둔갑해 그의 발을 휘감았고, 그 다음에는 늑대로 둔갑해 시냇물로 소떼를 몰았으며, 마지막으로는 암소로 둔갑해 소떼를 끌고 돌진했다. 하지만 쿠 훌린은 장어, 늑대, 암소를 모두 때려눕히고 로크를 쳐죽인다. 쿠 훌린이 승리하고 나자 모리안은 쿠 훌린이 장어, 늑대, 암소에게 입혔던 부상을 한 몸에 입은 노파의 모습으로 나타나 소 젖을 짠다. 모리안은 쿠 훌린에게 우유를 세 번 주었다. 쿠 훌린이 그것을 모두 받아먹으며 그때마다 감사의 인사를 하자 그것이 축복으로 취급되어 세 개의 상처가 하나씩 나았다. 모리안이 정체를 드러내자 쿠 훌린은 노파가 모리안인 줄 알았으면 그에게 감사를 하지 않았을 것이라고 투덜댄다.:96
한번은 매우 힘든 싸움을 이긴 쿠 훌린이 지쳐 쓰러져 있는데 또다른 신적 존재, 루 라와더가 나타난다. 루는 쿠 훌린에게 자신이 그의 생부라고 밝히고 쿠 훌린을 3일간 재워 몸의  상처를 모두 치료해 준다. 쿠 훌린이 잠들어 있던 3일 사이 울라의 소년병단이 쿠 훌린을 대신해 싸우려다 모조리 떼죽음을 당한다. 눈을 뜬 쿠 훌린은 그 광경을 목격하고 리스트라드(ríastrad)라는 광란 상태에 빠진다. 적도 아군도 못 알아보는 괴물이 된 쿠 훌린은 코나크타군의 주둔지로 돌격해 죽은 소년병들의 여섯 배가 되는 코나크타군을 죽여 복수했다.:150–153
광란이 가라앉은 뒤 다시 전쟁은 평소대로 돌아가 쿠 훌린이 한 명씩 코나크타 전사를 쳐죽이는 일상이 반복되었다. 메브는 여러 번 쿠 훌린과의 약속을 깨고 대결 중에 응원군을 보내 다구리를 놓으려 했지만 쿠 훌린은 모두 이겨냈다. 마침내 쿠 훌린의 양아버지이기도 한 페르구스가 쿠 훌린과 맞설 차례가 되었다. 쿠 훌린과 페르구스는 다음에 페르구스가 한 번 물러날 테니 이번에는 쿠 훌린이 한 번 물러나기로 합의한다. 그 다음 쿠 훌린은 의형제 페르디어드 막 다만과 싸우게 되었다. 3일 밤낮의 혈투 끝에 쿠 훌린이 전설의 무기 게 볼그로 페르디어드를 죽였다.
그리고 드디어 저주가 풀린 울라 남자들이 하나둘 일어났고, 울라 군대가 소집되어 최후의 대회전이 벌어졌다. 쿠 훌린은 그동안 고생하여 앉아 쉬고 있는데, 페르구스가 울라 왕 콘코바르 막 네사를 위기에 몰아넣었다. 페르구스가 콘코바르를 쳐죽여 원수를 갚으려 하는데, 콘코바르의 친아들이자 페르구스의 양아들로 페르구스가 망명할 때 따라갔던 코르막 콘드 롱가스가 나서 두 아버지의 싸움을 말렸다. 페르구스는 검을 휘둘러 산 꼭대기 세 개를 날려 버리는 것으로 분노를 달랬다. 기력을 회복한 쿠 훌린도 싸움에 뛰어들고, 페르구스와 마주한 쿠 훌린은 저번의 합의를 상기시키며 페르구스에게 물러날 것을 요구한다. 그래서 페르구스가 물러나자 코나크타의 동맹들은 공황에 빠져 흩어지고 메브는 후퇴할 수밖에 없었다. 하지만 전쟁의 목적이었던 돈 쿠얼릉거는 그 난장판 가운데 어떻게 확보하는 데 성공해 크루어한으로 끌고 간다.
크루어한에 돌아온 메브는 돈 쿠얼릉거와 핀베나크를 싸움 붙이고, 격렬한 소싸움 끝에 돈 쿠얼릉거가 핀베나크를 죽인다. 하지만 돈 쿠얼릉거도 치명상을 입고 에린 섬 곳곳을 떠돌아다니다 자기 고향 쿠얼릉거에 다다라 쓰러져 죽었다.

## 출전
「쿠얼릉거의 소도둑」은 세 개 판본이 보존되어 있다. 제1판본은 11세기 말-12세기 초에 쓰여진 『회갈색 암소의 서』, 그리고 14세기에 쓰인 『라칸의 황색서』에 보존되어 있다. 두 책에 보존된 내용은 모두 불완전한데, 둘을 조합하면 전체 이야기가 완성된다. 제2판본은 12세기에 쓰인 『라긴의 서』에서 발견된다. 제3판본은 불완전본이며, 12세기의 필사본 파편들에 실려 있다. 보존된 문헌들의 시기는 이렇지만, 「쿠얼릉거의 소도둑」 이야기는 8세기경에 이미 완성되어 이후 12세기에 채록될 때까지 구전된 것으로 여겨진다.

## 같이 보기
- 탄 보